# Allériot
Allériot – miejscowość i gmina we Francji, w regionie Burgundia-Franche-Comté, w departamencie Saona i Loara.
Według danych na rok 1990 gminę zamieszkiwało 737 osób, a gęstość zaludnienia wynosiła 55 osób/km² (wśród 2044 gmin Burgundii Allériot plasuje się na 322. miejscu pod względem liczby ludności, natomiast pod względem powierzchni na miejscu 724.).